# Slush Puppie
Slush Puppie är en dryck av sorten Slush som tillverkas och säljs av Cadbury Schweppes i över 50 länder.